# Hannes Wolf (labdarúgó, 1999)
Hannes Wolf (Graz, 1999. április 16. –) osztrák korosztályos válogatott labdarúgó, az amerikai New York City játékosa.

## Pályafutása

### Klubcsapatokban
2004 és 2014 között az SC Seiersberg, az SV Gössendorf, az USV Vasoldsberg és a JAZ GU-Süd csapataiban nevelkedett. Ezután került a Red Bull Salzburg akadémiájához, ahol a korosztályos csapatokban szerepelt. 2016. február 26-án mutatkozott be az FC Liefering csapatában az SKN St. Pölten ellen a 72. percben váltotta Diadie Samassékout. Május 13-án megszerezte első gólját az Austria Lustenau ellen. December 17-én az élvonalban a Salzburgban is bemutatkozott a Wolfsberger AC ellen 3–0-ra megnyert bajnoki találkozón, a 85. percben Minamino Takumi cseréjeként. Tagja volt a 2016–2017-es UEFA Ifjúsági Ligát megnyerő U19-es csapatnak és 7 gólt szerzett. 2017. augusztus 5-én megszerezte a bajnokságban az Admira Wacker ellen az első gólját a Salzburg színeiben.
2019 januárjában jelentette be az RB Leipzig, hogy július 1-jétől csatlakozik a klubhoz és 2024-ig írt alá. 2020. július 21-én hivatalosan jelentették be, hogy a 2020-21-es szezonra kölcsönbe került a Borussia Mönchengladbach csapatához, vételi opcióval. 2021 februárjában jelentették be, hogy véglegesítették a vételi opciót. 2022. január 20-án kölcsönbe került a Swansea City 2021–22-es szezon hátralévő idejére.

### A válogatottban
2014. április 9-én az osztrák U15-ös válogatottban a kispadon kapott lehetőséget a szerb U15-ös válogatott ellen, de pályára nem lépett. 2015. április 24-én az U16-os válogatottban debütált a brazil U16-os válogatott elleni felkészülési tornán, a 48. percben váltotta Christoph Baumgartnert az 1–0-ra megnyert mérkőzésen. Andreas Heraf bizalmat szavazott neki az albánok és a szlovének ellen is. 2017. június 8-án az osztrák U21-es labdarúgó-válogatottban kapott lehetőséget Werner Gregoritschtól a gibraltári U21-es labdarúgó-válogatott elleni 2019-es U21-es labdarúgó-Európa-bajnokság selejtező mérkőzésen, a 90. percben szabadrúgást harcolt ki és Dominik Prokop gólt szerzett belőle.
Szeptember 28-án Marcel Koller szövetségi kapitány meghívta a felnőtt válogatottba a Szerbia és Moldova elleni 2018-as labdarúgó-világbajnokság selejtező mérkőzésekre, pályára nem lépett.

## Statisztika
2021. október 31-i állapotnak megfelelően.
| Klub                     | Szezon           | Bajnokság | Bajnokság | Kupa  | Kupa  | Nemzetközi | Nemzetközi | Összesen | Összesen |
| Klub                     | Szezon           | Mérk.     | Gólok     | Mérk. | Gólok | Mérk.      | Gólok      | Mérk.    | Gólok    |
| ------------------------ | ---------------- | --------- | --------- | ----- | ----- | ---------- | ---------- | -------- | -------- |
| FC Liefering             | 2015–16          | 10        | 1         | 0     | 0     | –          | –          | 10       | 1        |
| FC Liefering             | 2016–17          | 25        | 6         | 0     | 0     | –          | –          | 25       | 6        |
| Összesen                 | Összesen         | 35        | 7         | 0     | 0     | 0          | 0          | 35       | 7        |
| Red Bull Salzburg        | 2016–17          | 3         | 0         | 0     | 0     | 1          | 0          | 4        | 0        |
| Red Bull Salzburg        | 2017–18          | 27        | 8         | 5     | 3     | 13         | 1          | 45       | 12       |
| Red Bull Salzburg        | 2018–19          | 22        | 8         | 4     | 2     | 14         | 1          | 40       | 11       |
| Összesen                 | Összesen         | 52        | 16        | 9     | 5     | 28         | 2          | 89       | 23       |
| RB Leipzig               | 2019–20          | 5         | 0         | 0     | 0     | 0          | 0          | 5        | 0        |
| Összesen                 | Összesen         | 5         | 0         | 0     | 0     | 0          | 0          | 0        | 0        |
| Borussia Mönchengladbach | 2020–21          | 32        | 3         | 4     | 1     | 7          | 0          | 43       | 3        |
| Borussia Mönchengladbach | 2021–22          | 7         | 0         | 1     | 0     | –          | –          | 8        | 0        |
| Összesen                 | Összesen         | 39        | 3         | 5     | 1     | 7          | 0          | 51       | 4        |
| Karrier összesen         | Karrier összesen | 131       | 26        | 14    | 6     | 35         | 2          | 180      | 34       |

## Sikerei, díjai
- Red Bull Salzburg:
  - Osztrák Bundesliga: 2016–17, 2017–18, 2018–19
  - Osztrák kupa: 2016–17
  - UEFA Ifjúsági Liga: 2016–17

## Külső hivatkozások
- Hannes Wolf profilja a Red Bull Salzburg oldalán (németül)
- Hannes Wolf profilja a Kicker oldalán (németül)
- Hannes Wolf profilja a Transfermarkt oldalán (angolul)
- Hannes Wolf profilja az UEFA oldalán (angolul)
- Hannes Wolf adatlapja a Soccerway oldalon (angolul)